# 第六代德文郡公爵威廉·卡文迪許
威廉·卡文迪許（英語：William Cavendish，1790年5月21日—1858年1月18日），第六代德文郡公爵，1827年至1828年、1830年至1834年擔任宮務大臣。威廉·卡文迪許終生未婚，1858年於德比郡哈德威克廳去世，享年67歲。香芽蕉以他的名字命名。